# 10 000 mètres féminin aux championnats du monde d'athlétisme 2011
Navigation
Berlin 2009 Moscou 2013
L'épreuve du 10 000 mètres féminin des championnats du monde de 2011 s'est déroulée le 27 août 2011 dans le Stade de Daegu en Corée du Sud. Elle est remportée par la Kényane Vivian Cheruiyot.

## Critères de qualification
Pour se qualifier pour les Championnats (minima A), il fallait avoir réalisé moins de 31 min 45 s 00 entre le 1er octobre 2010 et le 15 août 2011. Le minima B est de 32 min 00 s 00.

## Records et performances

### Records
Les records du 10 000 m femmes (mondial, des championnats et par continent) étaient avant les championnats 2011 les suivants. 
| Record                    | Athlète           | Pays             | Temps          | Lieu                  | Date             |
| ------------------------- | ----------------- | ---------------- | -------------- | --------------------- | ---------------- |
| Record du monde           | Wang Junxia       | Chine            | 29 min 31 s 78 | Beijing, Chine        | 8 septembre 1993 |
| Record des championnats   | Berhane Adere     | Éthiopie         | 30 min 04 s 18 | Paris, France         | 23 août 2003     |
| Record d'Afrique          | Meselech Melkamu  | Éthiopie         | 29 min 53 s 80 | Utrecht, Pays-Bas     | 14 juin 2009     |
| Record d'Asie             | Wang Junxia       | Chine            | 29 min 31 s 78 | Beijing, Chine        | 8 septembre 1993 |
| Record d'Amérique du Nord | Shalane Flanagan  | États-Unis       | 30 min 22 s 22 | Beijing, Chine        | 15 août 2008     |
| Record d'Amérique du Sud  | Simone da Silva   | Brésil           | 31 min 16 s 56 | São Paulo, Brésil     | 3 août 2011      |
| Record d'Europe           | Elvan Abeylegesse | Turquie          | 29 min 56 s 34 | Beijing, Chine        | 15 août 2008     |
| Record d'Océanie          | Kimberley Smith   | Nouvelle-Zélande | 30 min 35 s 54 | Palo Alto, États-Unis | 4 mai 2008       |

### Meilleures performances de l'année 2011
Les dix athlètes les plus rapides de l'année sont, avant les championnats (au 14 août 2011), les suivants.
|    | Athlète                   | Pays       | Temps          | Date            |
| -- | ------------------------- | ---------- | -------------- | --------------- |
| 1  | Sally Kipyego             | Kenya      | 30 min 38 s 35 | 1er mai 2011    |
| 2  | Shalane Flanagan          | États-Unis | 30 min 39 s 57 | 1er mai 2011    |
| 3  | Kayoko Fukushi            | Japon      | 30 min 54 s 29 | 1er mai 2011    |
| 4  | Meseret Defar             | Éthiopie   | 31 min 05 s 05 | 13 juillet 2011 |
| 5  | Vivian Jepkemoi Cheruiyot | Kenya      | 31 min 07 s 02 | 2 avril 2011    |
| 6  | Werknesh Kidane           | Éthiopie   | 31 min 08 s 92 | 30 juillet 2011 |
| 7  | Meselech Melkamu          | Éthiopie   | 31 min 14 s 83 | 31 mai 2011     |
| 8  | Simone da Silva           | Brésil     | 31 min 16 s 56 | 3 août 2011     |
| 9  | Priscah Jepleting Cherono | Kenya      | 31 min 16 s 65 | 31 mai 2011     |
| 10 | Kara Goucher              | États-Unis | 31 min 16 s 65 | 23 juin 2011    |

## Résultats

### Finale
| Rang               | Athlète                   | Nation     | Temps          | Note |
| ------------------ | ------------------------- | ---------- | -------------- | ---- |
| Médaille d'or      | Vivian Jepkemoi Cheruiyot | Kenya      | 30 min 48 s 98 | PB   |
| Médaille d'argent  | Sally Kipyego             | Kenya      | 30 min 50 s 04 |      |
| Médaille de bronze | Linet Chepkwemoi Masai    | Kenya      | 30 min 53 s 59 | SB   |
| 4                  | Priscah Jepleting Cherono | Kenya      | 30 min 56 s 43 | PB   |
| 5                  | Meselech Melkamu          | Éthiopie   | 30 min 56 s 55 | SB   |
| 6                  | Shitaye Eshete            | Bahreïn    | 31 min 21 s 57 | NR   |
| 7                  | Shalane Flanagan          | États-Unis | 31 min 25 s 57 |      |
| 8                  | Ana Dulce Félix           | Portugal   | 31 min 37 s 03 |      |
| 9                  | Jennifer Rhines           | États-Unis | 31 min 47 s 59 |      |
| 10                 | Jessica Augusto           | Portugal   | 32 min 06 s 68 | SB   |
| 11                 | Tigist Kiros              | Éthiopie   | 32 min 11 s 37 |      |
| 12                 | Christelle Daunay         | France     | 32 min 22 s 20 |      |
| 13                 | Kara Goucher              | États-Unis | 32 min 29 s 58 |      |
| 14                 | Hikari Yoshimoto          | Japon      | 32 min 32 s 22 |      |
| 15                 | Kayo Sugihara             | Japon      | 32 min 53 s 89 |      |
| 16                 | Krisztina Papp            | Hongrie    | 32 min 56 s 02 |      |
| 17                 | Megumi Kinukawa           | Japon      | 34 min 08 s 37 |      |
| -                  | Meseret Defar             | Éthiopie   |                | DNF  |
| -                  | Eloise Wellings           | Australie  |                | DNS  |

### Temps intermédiaires
| Distance | Athlète                | Nation     | Temps          |
| -------- | ---------------------- | ---------- | -------------- |
| 3 000 m  | Shalane Flanagan       | États-Unis | 9 min 32 s 40  |
| 6 000 m  | Sally Kipyego          | Kenya      | 18 min 50 s 80 |
| 9 000 m  | Linet Chepkwemoi Masai | Kenya      | 27 min 58 s 60 |

## Légende
Records et Performances
- AR : Record continental (area record)
- CR : Record des championnats (championship record)
- MR : Record du meeting (meet record)
- NR : Record national (national record)
- OR : Record olympique (olympic record)
- PR : Record paralympique (paralympic record)
- PB : Record personnel (personal best)
- SB : Meilleure performance personnelle de la saison (season's best)
- WL : Meilleure performance mondiale de l'année (world leader)
- WJR : Record du monde junior (world junior record)
- WR : Record du monde (world record)

Circonstances et Conditions
- DNF : N'a pas terminé (did not finish)
- DNS : N'a pas pris le départ (did not start)
- DQ : Disqualification (disqualification)
- NM : Aucun essai valable enregistré (No Mark)
- Q : Qualifié « directement » au prochain tour (ou à la prochaine compétition), lors d'une compétition majeure, grâce au classement ou à la réalisation des minima (automatic qualifier)
- q : Qualifié au prochain tour (ou à la prochaine compétition), lors d'une compétition majeure, grâce au repêchage ou à la réalisation de l'une des meilleures performances parmi celles des « non qualifiés directement » (grâce au meilleur temps ou à la meilleure distance par exemple) (secondary qualifier)